# Houyhnhnm

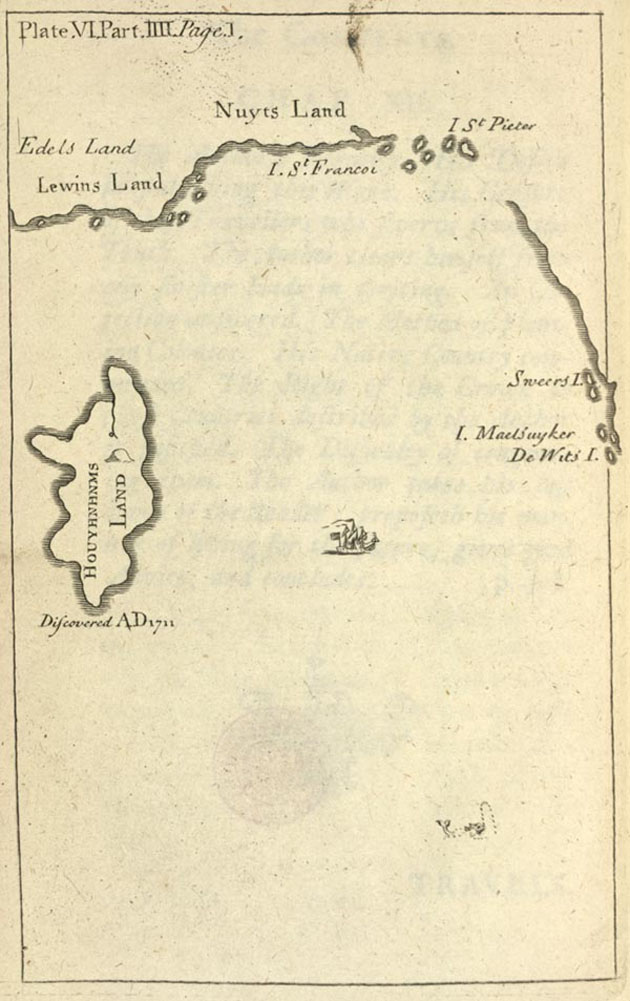
Carte du pays des Houyhnhnm.

Dans Les Voyages de Gulliver de Jonathan Swift, les Houyhnhnm sont une race de chevaux. Gulliver préfère leur compagnie à celle des Yahoos.

## Description
Ces chevaux sont raisonnables, ils vivent dans une société simple et paisible régie par la raison, la vérité et l'exactitude. Ils n'ont pas même un mot pour le « mensonge » dans leur langue. Les Houyhnhnms semblent être les chevaux ordinaires ; il n'en est rien. Ils sont fortement intelligents et profondément sages. Dans leur façon de république à la mode socialiste, les besoins de la communauté sont placés avant la satisfaction des désirs. Ils sont les maîtres des Yahoos, ces créatures sauvages de type humain qui vivent dans le Pays des Houyhnhnms. 
Pour les logiciens, ce peuple équin est très intéressant : Swift nous livre là un exemple de logique positive (une logique où la négation n'a pas sa place).

### Langage et nom
Le nom des Houyhnhnms a été choisi comme une déformation du mot français Homme, auquel ont été ajoutées les lettres "u", "y", "n" et "m" pour lui donner l'apparence d'un hennissement. Swift déforme de cette manière plusieurs mots français ou anglais tout au long du Voyage au Pays des Houynhnms pour constituer le langage des chevaux.